# تبدیل فوریه سریع

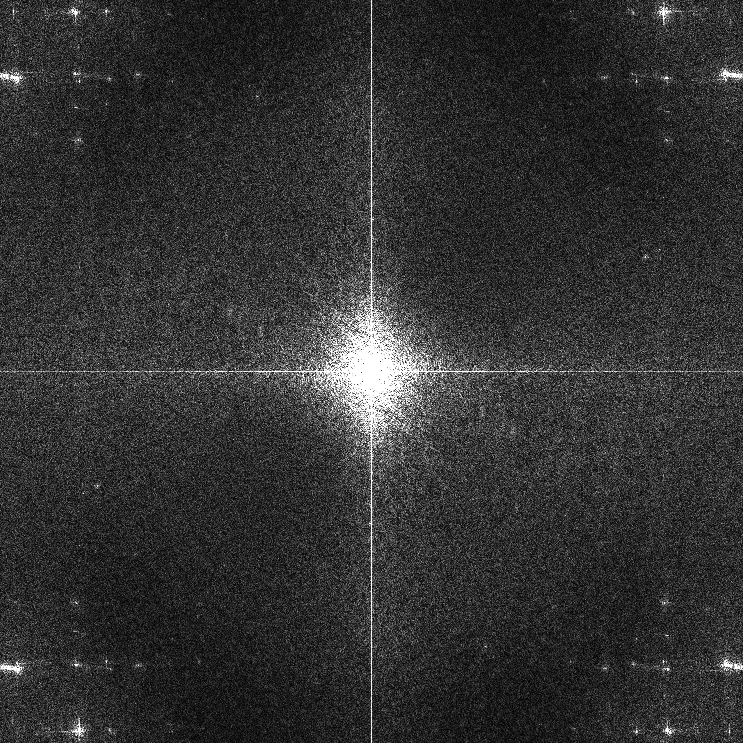
تبدیل سریع فوریه تابلوی مونا لیزا

تبدیل فوریۀ سریع  (Fast Fourier transform - FFT) نام الگوریتمی‌ست برای انجام تبدیلات مستقیم و معکوس فوریۀ گسسته به صورتی سریع و بسیار کارآمد. تعداد زیادی الگوریتم‌های تبدیل فوریه سریع مجزا وجود دارد.
یک تبدیل فوریه سریع تجزیه یک رشته از مقادیر به مؤلفه‌هایی با فرکانس‌های متفاوت است. این عملیات در بسیاری از رشته‌ها مفید است (ویژگی‌ها و کاربردهای تبدیل فوریه گسسته را مشاهده کنید) اما محاسبه مستقیم آن از تعریف گاهی اوقات در عمل بسیار کند است. تبدیل فوریه سریع یک راه برای محاسبه همان نتایج به‌طور سریع تر است؛ محاسبه تبدیل فوریه گسسته برای n نقطه با استفاده از تعریف {\displaystyle O(n^{2})} عملیات ریاضی نیاز دارد در حالی که تبدیل فوریه سریع می‌تواند همان نتایج را در {\displaystyle O(n\log n)} عملیات، محاسبه نماید.

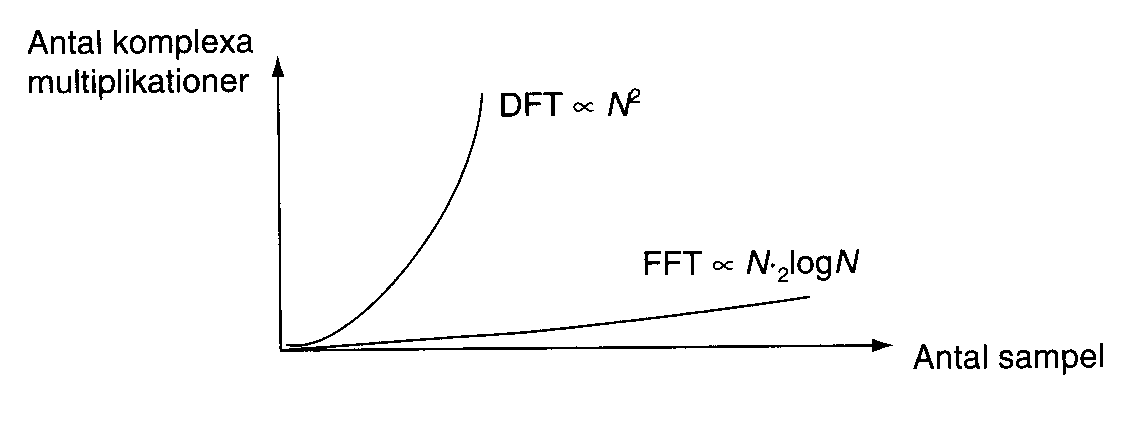
مقایسه تبدیل سریع فوریه و تبدیل فوریه گسسته

این تفاوت در سرعت می‌تواند بسیار چشمگیر باشد، مخصوصاً برای مجموعه داده‌های بزرگ. در جایی که n ممکن است در عمل هزاران یا میلیون‌ها باشد، زمان محاسبه در برخی موارد می‌تواند به اندازه چند مرتبه کاهش پیدا کند و بهبود آن در حدود {\displaystyle n/\log n} مرتبه‌است. این بهبود عظیم موجب شده تا بسیاری از الگوریتم‌های عملی تبدیل فوریه گسسته را به صورت تبدیل فوریه سریع پیاده‌سازی نمایند؛ بنابراین تبدیل فوریه سریع در محدوده متنوعی از کاربردها از پردازش سیگنال دیجیتال و حل معادلات دیفرانسیل با مشتقات جزئی (پاره‌ای) تا ضرب مقادیر بزرگ صحیح به کار می‌رود.
از تبدیل فوریه سریع به عنوان «مهم‌ترین الگوریتم عددی عصر زندگی ما» یاد می‌شود.

## تاریخچه
در طول تمامی سده گذشته و به خصوص در طی ۵۰ سال آخر آن صنایع گوناگون و رشته‌های مختلف دانشگاهی را می‌توان ذکر کرد که به واسطه اعمال ایده‌ها و تکنیک‌های گوناگون فوریه به نحو کاملی شکوفا و پررونق شده‌اند.

## تعریف و سرعت
تبدیل فوریه سریع تبدیل فوریه گسسته را محاسبه می‌کند و دقیقاً همان نتایجی را تولید می‌کند که مستقیماً با تعریف تبدیل فوریه گسسته به دست می‌آید تنها تفاوت آن این است که بسیار سریع تر است.
اگر اعداد مختلط x۰، ....، xN-1 را در نظر بگیریم تبدیل فوریه گسسته با فرمول زیر تعریف می‌شود:
{\displaystyle X_{k}=\sum _{n=0}^{N-1}x_{n}e^{-{i2\pi k{\frac {n}{N}}}}\qquad k=0,\dots ,N-1.}
{\displaystyle f_{j}=\sum _{k=0}^{n-1}x_{k}e^{-{2\pi i \over n}jk}\qquad j=0,\dots ,n-1.}
{\displaystyle {\begin{array}{l}{\begin{pmatrix}f_{0}\\f_{1}\\f_{2}\\\vdots \\f_{n-1}\end{pmatrix}}={\begin{pmatrix}1&1&1&\cdots &1\\1&w&w^{2}&\cdots &w^{n-1}\\1&w^{2}&w^{4}&\cdots &w^{2(n-1)}\\\vdots &\vdots &\vdots &\ddots &\vdots &\\1&w^{n-1}&w^{2(n-1)}&\cdots &w^{(n-1)^{2}}\end{pmatrix}}\end{array}}{\begin{pmatrix}x_{0}\\x_{1}\\x_{2}\\\vdots \\x_{n-1}\end{pmatrix}},w=e^{-{\frac {2\pi i}{n}}}}
محاسبه مستقیم با این تعریف نیازمند {\displaystyle O(n^{2})} عملیات است در حالی که N خروجی {\displaystyle X_{k}} و هر خروجی نیازمند جمع N جمله‌است یک تبدیل فوریه سریع روشی است برای محاسبه همان نتایج در زمان {\displaystyle O(n\log n)} عملیات به‌طور دقیق تر همه الگوریتم‌های شناخته شده تبدیل فوریه سریع نیازمند {\displaystyle O(n\log n)} عملیات هستند (البته از لحاظ فنی O فقط یک باند بالا مشخص می‌کند) درحالی که تاکنون حقیقت ثابت شده‌ای وجود ندارد که پیچیدگی بهتر غیرممکن است.
برای نشان دادن ذخیره یک تبدیل فوریه سریع، می‌توان تعداد ضرب‌ها و جمع‌های مختلط را شمارش نمود. در عمل، کارایی واقعی روی رایانه‌های مدرن با فاکتورهایی غیر از علم حساب می‌باشد و یک موضوع پیچیده‌است اما بهبود کلی از {\displaystyle O(n^{2})} به {\displaystyle O(n\log n)} همچنان باقی است.

## الگوریتم
Cooley–Tukey FFT algorithm رایج‌ترین الگوریتم تبدیل فوریه سریع الگوریتم کولی-توکی است که یک الگوریتم تقسیم و حل است که به صورت بازگشتی یک مسئله تبدیل فوریه گسسته را به سایز مرکب از N = N۱N۲ می‌شکند و به مسئله تبدیل فوریه گسسته با اندازه‌های N۱ و N۲ تبدیل می‌کند که به {\displaystyle O(n)} ضرب ریشه‌های مختلط واحد نیاز دارد و به‌طور سنتی فاکتورهای دست زدن آرام نام دارند. (جنتلمن و سنده، ۱۹۶۶)
این روش و ایده عمومی تبدیل فوریه سریع در سال ۱۹۶۵ با انتشارات کولی و توکی معروف شد اما بعدها کشف شد که الگوریتم پیشنهادی این دو نفر قبلاً توسط گاوس در سال ۱۸۰۵ به دست آمده بوده‌است.
این الگوریتم در هر مرحله مسئله را به دو تکه با اندازه N/۲ تقسیم می‌کند و بنابراین به اندازه توانی از ۲ محدود است اما می‌توان با فاکتورگیری در حالت کلی مورد استفاده قرار گیرد.

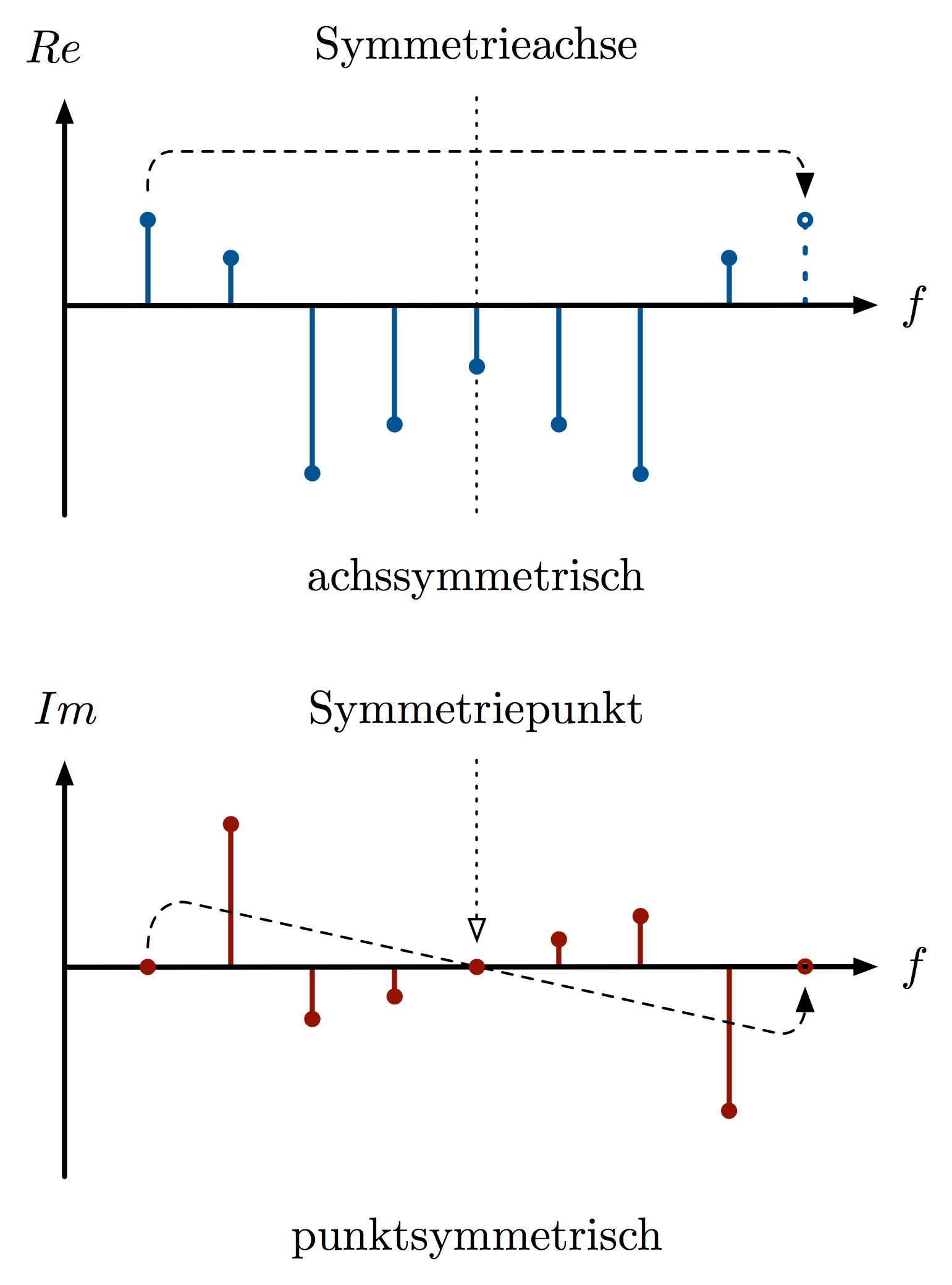
چگونگی سرعت بخشی در تبدیل فوریه سریع

## مسائل محاسباتی

### باند پیچیدگی و شمارش عملیات‌ها
میزان کمینه پیچیدگی الگوریتم‌های تبدیل سریع فوریه چقدر است؟ آیا می‌توانند سریع‌تر از {\displaystyle \theta (n\log n)} باشند؟
یکی از سوالات دیرینه علاقه‌مندان این نظریه اثبات باند کمینه پیچیدگی و شمارش تعداد دقیق عملیات لازم برای تبدیل فوریه سریع است و همچنان این مسئله به صورت باز باقی‌مانده‌است. حتی به صورت دقیق ثابت نشده‌است که تبدیل فوریه گسسته دقیقاً به {\displaystyle \Omega (N\log n)} (یعنی {\displaystyle N\log n} یا بیشتر) مقدار عملیات نیاز دارد؛ حتی برای گزینه‌های ساده با اندازهٔ توانی از ۲. در حالی که هیچ الگوریتمی با پیچیدگی کمتر نیز شناخته نشده‌است. به‌طور معمول، معمولاً در چنین سوالاتی روی شمارش عملیات‌های ریاضی تمرکز می‌کنیم اگرچه کارایی واقعی روی رایانه‌های امروزی به وسیله بسیاری از فاکتورهای دیگر مانند کش و موازی سازی پردازنده و بهبود آن‌ها استوار است.

### دقت و تقریب
تعداد کمی از الگوریتم‌های تبدیل سریع فوریه که در اینجا مطرح شد برای محاسبه مقدار تقریبی تبدیل فوریه گسسته بود. این الگوریتم‌ها خطاهایی دارند که به‌طور قراردادی کوچک هستند و از افزایش بسیار زیاد محاسبات جلوگیری می‌کنند. چنین الگوریتم‌هایی سرعت زیاد را با خطای تقریبی بسیار کمی معامله می‌کنند. به عنوان مثال الگوریتم تبدیل فوریه سریع ادلمن (Edelman) در ۱۹۹۹ موفق شد تا نیازهای ارتباطی برای محاسبات موازی را با کمک روش سریع سازی مالتی پل کمینه نماید.
حتی الگوریتم‌های دقیق تبدیل فوریه سریع نیز دارای مقادیری خطا به علت محدود بودن دقت محاسبات ممیز شناور مورد استفاده می‌باشند اما این خطاها عموماً کاملاً کوچک هستند. بیشینه مقدار خطا در خطاهای نسبی برای الگوریتم کولی - توکی {\displaystyle O(\epsilon \log ^{n})} است که با {\displaystyle O(\epsilon n^{\frac {3}{2}})} میزان خطا برای فرمول تبدیل فوریه گسسته نیوی می‌توان مقایسه نمود. بدین ترتیب که ε دقت نسبی ماشین محاسبه گر در محاسبات ممیز شناور است.

## پیاده‌سازی

### پیاده‌سازی با جاوا
یک نمونهٔ پیاده‌سازی الگوریتم تبدیل فوریهٔ سریع به زبان جاوا در زیر آمده‌است که ورودی تابع FFT یک آرایه از اعداد double با اندازهٔ توانی از ۲ است:
```
// FFT.java

public
 
class
 
FFT
 
{

public
 
static
 
Complex
[]
 
fft
(
double
[]
 
input
)
 
{

int
 
inputLength
 
=
 
input
.
length
;

if
 
(
inputLength
 
==
 
1
)
 
{

// returning an array with just one member

return
 
new
 
Complex
[]
 
{
 
new
 
Complex
(
input
[
0
]
,
 
0
)
 
};

}

double
[]
 
evens
 
=
 
new
 
double
[
inputLength
 
/
 
2
]
;

double
[]
 
odds
 
=
 
new
 
double
[
inputLength
 
/
 
2
]
;

for
 
(
int
 
i
 
=
 
0
;
 
i
 
<
inputLength
;
 
i
++
)
 
{

if
 
(
i
 
%
 
2
 
==
 
0
)

evens
[
i
 
/
 
2
]
 
=
 
input
[
i
]
;

else

odds
[
i
 
/
 
2
]
 
=
 
input
[
i
]
;

}

Complex
[]
 
evensFFT
 
=
 
fft
(
evens
);

Complex
[]
 
oddsFFT
 
=
 
fft
(
odds
);

double
 
wSize
 
=
 
2
 
*
 
Math
.
PI
 
/
 
inputLength
;

Complex
[]
 
result
 
=
 
new
 
Complex
[
inputLength
]
;

int
 
inputLengthHalf
 
=
 
inputLength
 
/
 
2
;

for
 
(
int
 
k
 
=
 
0
;
 
k
 
<
inputLengthHalf
;
 
k
++
)
 
{

Complex
 
temp
 
=
 
Complex
.
mul
(

new
 
Complex
(
Math
.
cos
(
wSize
 
*
 
k
),
 
Math
.
sin
(
wSize
 
*
 
k
)),

oddsFFT
[
k
]
);

result
[
k
]
 
=
 
Complex
.
add
(
evensFFT
[
k
]
,
 
temp
);

result
[
k
 
+
 
inputLengthHalf
]
 
=
 
Complex
.
sub
(
evensFFT
[
k
]
,
 
temp
);

}

return
 
result
;

}

}

// Complex.java

class
 
Complex
 
{

private
 
double
 
real
;

private
 
double
 
imaginary
;

public
 
Complex
(
double
 
real
,
 
double
 
imaginary
)
 
{

this
.
real
 
=
 
real
;

this
.
imaginary
 
=
 
imaginary
;

}

@Override

public
 
String
 
toString
()
 
{

return
 
String
.
format
(
"%.3f %.3f"
,
 
real
,
 
imaginary
);

}

public
 
double
 
getReal
()
 
{

return
 
real
;

}

public
 
double
 
getImaginary
()
 
{

return
 
imaginary
;

}

public
 
static
 
Complex
 
add
(
Complex
 
a
,
 
Complex
 
b
)
 
{

return
 
new
 
Complex
(
a
.
real
 
+
 
b
.
real
,
 
a
.
imaginary
 
+
 
b
.
imaginary
);

}

public
 
static
 
Complex
 
sub
(
Complex
 
a
,
 
Complex
 
b
)
 
{

return
 
new
 
Complex
(
a
.
real
 
-
 
b
.
real
,
 
a
.
imaginary
 
-
 
b
.
imaginary
);

}

public
 
static
 
Complex
 
mul
(
Complex
 
a
,
 
Complex
 
b
)
 
{

return
 
new
 
Complex
(
a
.
real
 
*
 
b
.
real
 
-
 
a
.
imaginary
 
*
 
b
.
imaginary
,

a
.
real
 
*
 
b
.
imaginary
 
+
 
a
.
imaginary
 
*
 
b
.
real
);

}

}

```

### پیاده‌سازی با C++‎
```
// AVal - an array of data being analyzed, Nvl - the length of the array must be a multiple degree 2.

// FTvl - an array of the values obtained, Nft - the length of the array must be equal to Nvl.

const
 
double
 
TwoPi
 
=
 
6.283185307179586
;

void
 
FFTAnalysis
(
double
 
*
AVal
,
 
double
 
*
FTvl
,
 
int
 
Nvl
,
 
int
 
Nft
)
 
{

  
int
 
i
,
 
j
,
 
n
,
 
m
,
 
Mmax
,
 
Istp
;

  
double
 
Tmpr
,
 
Tmpi
,
 
Wtmp
,
 
Theta
;

  
double
 
Wpr
,
 
Wpi
,
 
Wr
,
 
Wi
;

  
double
 
*
Tmvl
;

  
n
 
=
 
Nvl
 
*
 
2
;
 
Tmvl
 
=
 
new
 
double
[
n
+
1
];

  
for
 
(
i
 
=
 
0
;
 
i
 
<
Nvl
;
 
i
++
)
 
{

    
j
 
=
 
i
 
*
 
2
;
 
Tmvl
[
j
]
 
=
 
0
;
 
Tmvl
[
j
+
1
]
 
=
 
AVal
[
i
];

  
}

  
i
 
=
 
1
;
 
j
 
=
 
1
;

  
while
 
(
i
 
<
n
)
 
{

    
if
 
(
j
>
 
i
)
 
{

      
Tmpr
 
=
 
Tmvl
[
i
];
 
Tmvl
[
i
]
 
=
 
Tmvl
[
j
];
 
Tmvl
[
j
]
 
=
 
Tmpr
;

      
Tmpr
 
=
 
Tmvl
[
i
+
1
];
 
Tmvl
[
i
+
1
]
 
=
 
Tmvl
[
j
+
1
];
 
Tmvl
[
j
+
1
]
 
=
 
Tmpr
;

    
}

    
i
 
=
 
i
 
+
 
2
;
 
m
 
=
 
Nvl
;

    
while
 
((
m
>=
 
2
)
 
&&
 
(
j
>
 
m
))
 
{

      
j
 
=
 
j
 
-
 
m
;
 
m
 
=
 
m
>>
 
2
;

    
}

    
j
 
=
 
j
 
+
 
m
;

  
}

  
Mmax
 
=
 
2
;

  
while
 
(
n
>
 
Mmax
)
 
{

    
Theta
 
=
 
-
TwoPi
 
/
 
Mmax
;
 
Wpi
 
=
 
Sin
(
Theta
);

    
Wtmp
 
=
 
Sin
(
Theta
 
/
 
2
);
 
Wpr
 
=
 
Wtmp
 
*
 
Wtmp
 
*
 
2
;

    
Istp
 
=
 
Mmax
 
*
 
2
;
 
Wr
 
=
 
1
;
 
Wi
 
=
 
0
;
 
m
 
=
 
1
;

    
while
 
(
m
 
<
Mmax
)
 
{

      
i
 
=
 
m
;
 
m
 
=
 
m
 
+
 
2
;
 
Tmpr
 
=
 
Wr
;
 
Tmpi
 
=
 
Wi
;

      
Wr
 
=
 
Wr
 
-
 
Tmpr
 
*
 
Wpr
 
-
 
Tmpi
 
*
 
Wpi
;

      
Wi
 
=
 
Wi
 
+
 
Tmpr
 
*
 
Wpi
 
-
 
Tmpi
 
*
 
Wpr
;

      
while
 
(
i
 
<
n
)
 
{

        
j
 
=
 
i
 
+
 
Mmax
;

        
Tmpr
 
=
 
Wr
 
*
 
Tmvl
[
j
]
 
-
 
Wi
 
*
 
Tmvl
[
j
+
1
];

        
Tmpi
 
=
 
Wi
 
*
 
Tmvl
[
j
]
 
+
 
Wr
 
*
 
Tmvl
[
j
+
1
];

        
Tmvl
[
j
]
 
=
 
Tmvl
[
i
]
 
-
 
Tmpr
;
 
Tmvl
[
j
+
1
]
 
=
 
Tmvl
[
i
+
1
]
 
-
 
Tmpi
;

        
Tmvl
[
i
]
 
=
 
Tmvl
[
i
]
 
+
 
Tmpr
;
 
Tmvl
[
i
+
1
]
 
=
 
Tmvl
[
i
+
1
]
 
+
 
Tmpi
;

        
i
 
=
 
i
 
+
 
Istp
;

      
}

    
}

    
Mmax
 
=
 
Istp
;

  
}

  
for
 
(
i
 
=
 
1
;
 
i
 
<
Nft
;
 
i
++
)
 
{

    
j
 
=
 
i
 
*
 
2
;
 
FTvl
[
i
]
 
=
 
Sqrt
(
Sqr
(
Tmvl
[
j
])
 
+
 
Sqr
(
Tmvl
[
j
+
1
]));

  
}

  
delete
 
[]
Tmvl
;

}

```